# 神舟18号
神舟18号（しんしゅう18ごう、拼音: Shén zhōu Shí bā hào）は、中華人民共和国の有人宇宙船である。神舟計画の一環として、2024年4月26日に酒泉衛星発射センターより打ち上げられ、同年11月4日に帰還した。

## 乗員

葉光富・李聡・李広蘇

葉光富・李聡・李広蘇の3人である。いずれも中国人民解放軍空軍のパイロット経験者であり、船長の葉光富は神舟13号の乗員として、建設途中の中国宇宙ステーションに滞在したことがある。李聡・李広蘇の2人については、このミッションがはじめての宇宙飛行となる。
| 地位                   | 乗員                                                      | 乗員                                                      |
| ---------------------- | --------------------------------------------------------- | --------------------------------------------------------- |
| 船長                   | 葉光富, 中国人民解放軍航天員大隊（PLAAC） 2回目の宇宙飛行 | 葉光富, 中国人民解放軍航天員大隊（PLAAC） 2回目の宇宙飛行 |
| オペレーター           | 李聡, PLAAC 1回目の宇宙飛行                               | 李聡, PLAAC 1回目の宇宙飛行                               |
| サイエンスオペレーター | 李広蘇, PLAAC 1回目の宇宙飛行                             | 李広蘇, PLAAC 1回目の宇宙飛行                             |

## 任務
2024年4月24日、中国載人航天工程弁公室（CMSA）により、神舟18号の乗員が発表された。4月25日午後8時59分（以下、いずれも中国標準時）、酒泉衛星発射センターから長征2号F遥18ロケットにより打ち上げられ、予定の軌道に入った。26日午前3時32分に中国宇宙ステーション（CSS）・天和コアモジュールの半径方向ポートとドッキングし、神舟17号の乗員と交代作業をおこなった。4月30日、17号の乗員である湯洪波・唐勝傑・江新林の3人は、地球に帰還した。神舟18号により、ゼブラフィッシュとマツモを搭載した、水界生態系を再現する実験装置がCSSに運搬された。
5月28日午後6時58分には、乗員によるはじめての船外活動がおこなわれた。8時間半にわたってスペースデブリ防護装置の設置や、船外設備・施設の巡回点検が実施され、これは中国の宇宙飛行士による船外活動としては最長のものとなった。2回目の船外活動は、7月8日午後10時51分におこなわれ、CSS各所へのスペースデブリ防護装置の設置および点検が実施された。
10月30日午前4時27分には神舟19号が打ち上げられ、蔡旭哲・宋令東・王浩沢の3人がCSSに向かった。11月1日に引き継ぎ式を終えた後、神舟18号の乗員は帰還モジュールに乗り込み、11月4日午前1時24分、内モンゴル自治区の東風着陸場に着陸した。これとともに、宇宙生命科学・宇宙材料科学・微小重力燃焼科学などに関する55種・34.6kgのサンプルが持ち帰られた。